# Duboko vučenje
Duboko vučenje metala (ponekad samo vučenje) je postupak strojne obrade metala u kojem se obradak (platina ili rondela), najčešće u hladnom stanju, provlači kroz jednu ili više matrica u novi željeni oblik korištenjem posebnih alata. Za duboko vučene proizvode svojstvena je dubina proizvoda, koja je veća od polovice promjera rondele. Proizvodi mogu imati različite poprečne presjeke s ravnim, konusnim (stožastim) ili zakrivljenim stjenkama, ali najčešći oblici su cilindrične (valjkaste) ili pravokutne geometrije. Duboko vučenje upotrebljava rastezljive metale kao što su aluminij, mjed, bakar i meki čelici u proizvodnji auto dijelova, limenog posuđa i ambalaže, municije itd.

## Alatni strojevi za duboko vučenje
Alatni strojevi na kojima se može obrađivati metal dubokim vučenjem su hidrauličke preše, ekscentar preše i duboko vučenje vakuumom. Duboko vučenje može biti bez i sa stanjenjem stijenke.

### Hidrauličke preše za duboko vučenje
Hidrauličke preše se koriste za duboko vučenje materijala koji ne podnose naglu promjenu oblika. Mogu se postići izuzetno male brzine i velike sile kod hidrauličkih preša, što su najbolji parametri za obradu metala. Preše se izrađuju u mostnoj (portalnoj) izvedbi koja osigurava minimalne pomake kod postizanja velikih pritisaka. Nekoliko hidrauličkih cilindara osigurava pritisak tlačnog prstena koji tlači platinu na matricu. Glavni hidraulički cilindar na kojem je alat u formi željenog proizvoda prolazi kroz tlačni prsten i matricu, te vuče platinu. Položaj žiga, tlačnog prstena i matrice i izbacivača može biti u dvije konstrukcijske izvedbe: žig tlači prema dolje i žig tlači prema gore. Ovisno o obliku gotovog proizvoda, duboko vučenje može biti u jednom koraku ili više koraka kod složenije konstrukcije.

### Ekscentar preša za duboko vučenje
Ekscentar preše se proizvode u modelima od 3 do 250 tona. Konstrukcijski se izvode u konzolnim (za manja opterećenja) i portalnim (za velika opterećenja) modelima. Kućište je okvir izrađen od čelične konstrukcija teških presjeka i krutog dizajna, koji osigurava minimalni otklon, te točno vođenje. Zamašnjak je izrađen od visoko kvalitetnog čelika i mora biti centriran i uravnotežen kako bi obavljao odgovarajuće operacije pod pritiskom. Ekscentar ili koljenasto vratilo je izrađeno od posebne legure čelika koja može izdržati visoko opterećenje, a da zadrži visoku točnost. Prednosti mehaničkih preša su u relativno visokim brzinama vučenja, visoka učinkovitost, bez udarnih šok opterećenja, male snage elektromotora niske potrošnje, lako za rukovanje, visoka sigurnost, niska razina buke, može biti opremljena ručnim ili CNC upravljanjem, široka primjena. Koriste se za izradu limenog posuđa (lonci, tave, šalice, pokrila, itd., od nehrđajućeg čelika, mjedi, aluminija, bakra i slično.

### Duboko vučenje vakuumom
Duboko vučenje vakuumom se obavlja samo kod tankih folija. Rola folije odmata se te preko valjka i dolazi na specijalni valjak. Na valjku su matrice preko kojih je napeta folija. Infracrveni grijač zagrijava foliju na potrebnu temperaturu. U bubnju vlada vakuum koji usisava ugrijanu foliju i formira ju prema obliku matrice. Na izlazu iz matrica stvorena folija se hladi, te preko valjka odvaja od valjka, te ide na transportnu traku gotovog proizvoda gdje se reže ili izbija oblik iz folije.